# 유데타마고

유데타마고 (ゆでたまご)는 일본의 만화가 듀오 집단이다. 멤버는 시마다 타카시 (嶋田 隆司, しまだ たかし), 나카이 요시노리 (中井 義則, なかい よしのり)로 구성되어 있다.

## 인터뷰
- 유데타마고 시마다 선생님이 말하는 근육맨 - 2 - 3
- 『유데타마고 선생』1 -2 -3 -4